# ラキトヴォ
座標: 北緯41度59分 東経24度5分 / 北緯41.983度 東経24.083度

ラキトヴォ
Ракитовоラキトヴォ ブルガリア内のラキトヴォの位置

ラキトヴォ（ブルガリア語: Ракѝтово / Rakitovo）はブルガリア南西部の町、およびそれを中心とした基礎自治体。パザルジク州に属する。
ヴェリングラトの東12キロメートル、バタク・ダム（Батак / Batak）の南7キロメートルにある。主要産業は林業や農業であり、コムギやラベンダー、ジャガイモ、オオムギなどが栽培されている。

## 町村
ラキトヴォ基礎自治体（Община Ракитово）には、その中心であるラキトヴォをはじめ、以下の町村（集落）が存在している。
- Дорково
- Костандово

- Ракитово

## 姉妹都市
- en:Svetlograd、ロシア